# ブルンベルグ徴候
ブルンベルグ徴候（ - ちょうこう、英：Blumberg's sign または Blumberg's symptom）とは、腹膜炎の際、腹壁を静かに圧迫し、急に圧迫を解くと強く疼痛を感じる徴候をいい、反跳痛、反動痛（英：rebound tenderness）ともいう。壁側腹膜の炎症性刺激によると考えられ、筋性防御とともに、重要な腹膜刺激症状である。
名称は、この徴候を報告したドイツ人の外科医であるヤーコプ・モーリッツ・ブルムベルク (Jacob Moritz Blumberg) に由来する。